# Alexandre Stuart (1er comte de Mar)
Pour les articles homonymes, voir Alexandre Stuart et Stuart.
Alexandre Stuart (vers 1375 – 26 juillet 1435), comte de Mar de facto en 1404 et de jure de 1426 à 1435.

## Biographie
Alexandre Stuart était un fils illégitime d’Alexandre Stuart († 1405), 1er comte de Buchan (connu sous le surnom du « Loup de Badenoch »), quatrième fils du roi Robert II d'Écosse.
Alexandre Stuart s’empare en 1404 du comté de Mar en capturant dans son château de Kildrummy la comtesse Isabelle Douglas, la fille de William Douglas, 1er comte de Douglas, opportunément veuve de Malcolm Drummond, et en l'épousant de force. Bien que son oncle le roi Robert III d'Écosse ait refusé de confirmer cette union, Alexandre Stuart conserva de facto le comté de Mar après la mort de son épouse en 1408. Il peut le faire grâce à la bienveillance du régent Robert Stuart, duc d'Albany, et au détriment des héritiers légitimes de la famille Erskine.
Alexandre Stuart s’engagea dans une carrière de mercenaire en Flandres. Après son retour en Écosse en 1409, il commanda la troupe qui repousse d’Aberdeen Donald MacDonald d'Islay, le chef du Clan MacDonald, 2e Lord des Îles, à la sanglante bataille de Harlaw en 1411. Alexandre obtint la régularisation de son usurpation manifeste en 1426 par son cousin le roi Jacques Ier d'Écosse, lors du retour de ce dernier dans son royaume.
Le comte de Mar s’était remarié dès 1410 avec Marie de Hoorn, fille de Guillaume van Hoorn, seigneur van Duffel, et veuve de Thierry van linden. Alexandre Stuart ne laisse aucune descendance légitime de ses deux unions. Le comte de Mar mourut le 26 juillet 1435 et fut inhumé à Inverness. Le titre de comte de Mar se trouva éteint et le comté revint à la couronne d’Écosse.
Alexandre n’avait eu qu’un fils bâtard, Thomas Stuart, Maître de Mar, décédé avant lui vers 1430 sans héritier malgré trois mariages.

## Sources
- (en) John L.Roberts, Lost Kingdoms Celtic Scotland and the Middle Ages, Edinburgh University Press Edinburgh, 1997.  (ISBN 0-7486-0910-5).